# Numero guida
In fotografia, il numero guida di un flash fotografico indica la potenza del flash e quindi la misura in cui la sua attivazione illuminerà un soggetto a una certa distanza. Attraverso il numero guida, il fotografo può determinare il corretto valore di apertura del diaframma per un soggetto a una data distanza e una pellicola di una data velocità. Con l'avvento delle fotocamere moderne, dotate di flash TTL controllati elettronicamente dalla fotocamera stessa, è meno probabile che un fotografo debba ricorrere effettivamente a questo calcolo, ma conoscere il significato del numero guida può comunque essere utile (per esempio nell'acquisto di un flash, per avere un'idea della sua potenza).
La formula generale che lega il numero guida al diaframma è, in generale, la seguente:
{\displaystyle {\rm {{diaframma}={\frac {\rm {{numero}{\rm {guida}}}}{\rm {distanza}}}}}}
Come si nota, la sensibilità della pellicola non compare esplicitamente nella formula; questo perché il numero guida associato a un flash è relativo a una particolare sensibilità di riferimento, i 100 ISO (nelle apparecchiature di origine statunitense il riferimento è talvolta 400 ISO).
Le distanze si intendono generalmente misurate in metri, ma i flash americani potrebbero intenderle in piedi. Nelle specifiche tecniche di alcuni modelli di lampeggiatori è riportato sia il numero guida per le distanze espresse in metri, sia quello in riferimento ai piedi (in lingua Inglese feet, spesso abbreviato in ft). Alcuni esempi: 28/92 (numero guida 28 in metri, equivalente a 92 in piedi); 30 m / 98 ft. (30 in metri, corrispondente a 98 in piedi); 36 m/120' (NG 36 in metri, 120 in piedi).
Si noti inoltre che la distanza a cui si fa riferimento è quella fra il flash e il soggetto e non quella fra soggetto e fotocamera (le distanze potrebbero essere diverse per lampeggiatori non montati sulla fotocamera). Per esempio, con un flash numero guida 15 e un soggetto alla distanza di 3 metri si otterrebbe un valore di diaframma di 15/3 (f/5). In quest'ultimo caso, solitamente si arrotonda ad f/4.5, ossia il valore intermedio tra f/4 ed f/5.6.
Per pellicole di diversa sensibilità si può applicare la seguente regola: se la sensibilità raddoppia, il numero guida deve essere moltiplicato per 1,4 (ossia la radice quadrata di 2); se la sensibilità si dimezza, il numero guida deve essere moltiplicato per 0,7.
Se la sensibilità si quadruplica, il numero guida va solo raddoppiato, visto che corrisponde a una lunghezza mentre il flash illumina un'area.
Se si usano pellicole di sensibilità di 125 ISO o 160 ISO, il numero guida va moltiplicato rispettivamente per 1,125 (la radice sesta di 2) o per 1,26 (la radice cubica di 2).
Nel caso si vogliano utilizzare due flash contemporaneamente l'uno vicino all'altro, è possibile calcolarne il numero guida complessivo, usando il teorema di Pitagora. La stessa procedura va utilizzata con tre o più flash, immaginando di dover calcolare l'ipotenusa di un ipotetico triangolo rettangolo con più di due cateti.